# Marianne Löwgren
För skådespelaren med samma namn, se Marianne Löfgren (1910–1957)
Birgitta Marianne Löwgren, född 7 oktober 1942 i Stallberget i Höreda församling i Jönköpings län, är en svensk forskare och författare.
Marianne Löwgren blev filosofie doktor 1988 då hon disputerade på avhandlingen Dynamics of water pollution control – a regional evaluation. Hon blev senare docent och har varit universitetslektor vid Linköpings universitet.
Hon är sedan 1962 gift med Olle Löwgren (född 1939) och bland deras barn märks professor Jonas Löwgren (född 1964).